# Dsjanis
Dsjanis ist ein männlicher Vorname.

## Herkunft und Bedeutung
Dsjanis (Дзяніс) ist die im Belarussischen gebräuchliche Variante des Vornamens Denis.

## Namensträger
- Dsjanis Hrot (* 1984), belarussischer Eishockeyspieler
- Dsjanis Mihal (* 1985), belarussischer Ruderer
- Dsjanis Paljakou (* 1991), belarussischer Fußballspieler
- Dsjanis Rutenka (* 1986), belarussischer Handballspieler
- Dsjanis Sidarenka (1976–2024), belarussischer Diplomat
- Dsjanis Simanowitsch (* 1987), belarussischer Leichtathlet